# Stjepan Andrijašević
Stjepan Andrijašević (Split, República Federal de Iugoslàvia, 7 de febrer del 1967) és un futbolista croat ja retirat.

## Trajectòria
Ocupant la posició de migcampista, Andrijašević va fer els seus primers passos en el club local, el Hajduk Split, on va estar del 1983 al 1992, amb un total de 101 partits jugats i 21 gols. La campanya 92-93 passa a una lliga gran, la francesa, en les files de l'AS Mònaco, on no té gaire sort i només disputa 7 partits i marca 1 gol.
La temporada següent es trasllada a la lliga espanyola. Primer, al Celta de Vigo, on s'està un any, possiblement el millor de la seua carrera, en què juga 29 partits i marca 8 gols. Després d'una temporada sense sort al Hajduk Split, s'incorpora al Rayo Vallecano, on s'està fins que es retira, el 1998. En el club madrileny, hi juga dues temporades a Primera Divisió i una a Segona, però no aconsegueix un lloc titular.

## Selecció
Andrijašević va ser cinc vegades internacional amb Croàcia entre 1992 i 1994.